# 4pm
4PM je spletni informacijski sistem za podporo vodenju projektov in skupinskemu delu  , ki ga je razvilo slovensko podjetje Arctur. Uporabljajo ga vodje projektov, projektne pisarne in člani projektnih ekip kot pomoč pri izvajanju projektov. Uporabniški vmesnik je na izbiro v štirih jezikih: angleščina, italijanščina, slovenščina, hrvaščina. 
Aplikacija je napisana v Java J2EE okolju. Deluje neodvisno od operacijskega sistema (Windows, OsX, Linux) in omogoča različne sodobne licence: storitev v privatnem oblaku (SaaS), možna namestitev na infrastrukturi uporabnika.

## Pregled
Aplikacija združuje projektni načrt z izvedbo in poročanjem, člani projektnih ekip z vnosom podatkov prispevajo k vpogledu v stanje projekta, podatki so pripravljeni za poročanje. Podpira multi-projektno in skupinsko delo :
- terminski načrt v časovnici - gantogram,
  - faze oz. delovni sklopi, ki vsebinsko združujejo podrejene naloge,
  - naloge in aktivnosti,
  - mejniki in izročki,
  - dogodki (sestanki projektne ekipe),
- organizacijska struktura in pooblastila v projektni ekipi,
- finančni plan in finančna realizacija,
- projektna dokumentacija in komunikacija.
- Spremljanje izvedbe: poročanje o prispevku posameznikov (izmenjava informacij, porabljen čas), poraba sredstev, napredovanje izvedbe posameznih nalog do poročil za vodjo, vodstvo ali naročnika.

## Funkcionalnosti
- Vodenje projektov (načrtovanje stroškov zaposlenih in zunanjih stroškov, načrtovanje aktivnosti in gantogram) in spremljanje izvedbe projektov,
  - Projektne finance – načrtovanje stroškov in denarnega toka, spremljanje projektnih prihodkov in prilivov, stroški dela, zunanji stroški,
  - Primerjava med projekti, spremljanje napredka projektov in določanje prioritet,
- Upravljanje z nalogami - terminsko načrtovanje (določanje rokov in obseg ur) in delegiranje nalog (zadolženi), sistem vključuje tudi pregled zasedenosti zadolženih (virov).
  - Spremljanje dela, opravljenega dela v projektni ekipi.
- Projektni dokumentni sistem z naprednimi funkcionalnostmi: spremljanje verzij, kontrola dostopov in iskalnik po vsebini dokumentov. Povezave do dokumentov v drugih delih aplikacije.
- Orodje za komunikacijo in sodelovanje v projektni ekipi in z zunanjimi sodelavci,
- Dodatni moduli za poročanje in možnost posebnih poročil (kontrolna projektna poročila, posebni izvozi v tabele),
- Kadrovske funkcionalnosti: načrtovanje zasedenosti, ocenjevanje zaposlenih, dopusti, potni nalogi, analiza porabe delovnega časa,
- Sledenje spremembam.
- Analitični pregledi.

## Področja
4PM uporabniki prilagajajo potrebam glede na vlogo na projektu ali na sektor.
Uporaba v malih in srednjih podjetjih za podporo skupinskemu delu, načrtovanju in spremljanju dela. Globalne razvojno-raziskovalne skupine, ki delujejo v različnih kulturnih, jezikovnih, interdisciplinarnih okoljih…. 4PM podpira multi-disciplinarno delo, vključenost različnih deležnikov; posebni načini sofinanciranja projektov (nacionalni in evropski viri), ki so omejeni s poročanjem in dokumentiranjem. 

## Nagrade in priznanja
- Zlato priznanje za inovacijo za leto 2012: 4PM dokumentni sistem, ki ga podeljuje Gospodarska zbornica Slovenije – Območna zbornica za severno Primorsko [6]

- Bronasto priznanje za inovacijo za leto 2010: 4PM s prilagoditvami za spremljanje čezmejnih projektov, ki ga podeljuje Gospodarska zbornica Slovenije – Območna zbornica za severno Primorsko [7]
- Priznanje za 3. mesto (2010) za Razvoj druge generacije spletnega sistema za projektno vodenje 4PM - Slovensko društvo informatika je na 17. konferenci Dnevi Slovenske Informatike [8]
- Bronasto priznanje za inovacijo za leto 2005: Razvoj spletne aplikacije za projektno vodenje dela, ki ga je podelila Gospodarska zbornica Slovenije, Območna zbornica za severno Primorsko [9]